# Pehr Petræus
Pehr Petræus, född 12 oktober 1676 i Möklinta socken, död 11 juli 1752 i Söderbärke, var en svensk präst. Han var son till kyrkoherden i Möklinta socken Uno Petri Petræus och Christina Gestrin.
Petræus sändes 13 år gammal till Uppsala universitet där han disputerade 25 november 1699 och 29 april 1703, promoverades 10 december 1703 till magister. Informator och huspräst hos bl.a. landshövding Cronhielm i Västerås. 1705 fil. adjunkt vid gymnasiet i Västerås och tillfälligt vikarierande lektor i historia. Prästvigd 29 maj 1707. Av regeringen i Stockholm utnämnd enligt fullmakt 23 februari 1710 till rektor i Västerås trivialskola, som stadfästes av Karl XII 16 februari 1712. Redan dessförinnan hade han 19 april 1711 av prinsessan och kungliga rådet blivit utnämnd till kyrkoherde i Möklinta församling, vilket pastorat han 1712 tillträdde och fick slutligen konungens konfirmation 6 september 1716. Efter enhälligt val kyrkoherde i Söderbärke församling 17 december 1729 (tillträdde 1731). Prost 1731. Var opponens i prästmötet 1713, concionator 1720, vice preses 1733, preses 1737. 
Petræus ägde två skattehem. Forsbo och Bennbäcks kronorusthåll, bägge i Möklinta. 4-9 september 1727 är kung Fredrik I vid jakt gäst i Möklinta prästgård. 16 november 1733 beviljas Petræus K.M:ts tillstånd att för Söderbärke kyrkas reparation upptaga kollekt i Uppsala, Västerås och Karlstad stift samt Stockholm stad. 30 januari 1740 mottager Petræus av brukspatron Abraham Robsahm en donation om 6.000 dlr kmt samt ett stipendium om 40.000 dlr kmt för studerande vid Uppsala akademi från Norrbärke och Söderbärke.
Gift 2 februari 1711 med Elisabeth Kalsenius, dotter till magister Olof Kalsenius och Anna Rudbeckius, samt syster till biskop Andreas Kalsenius. Petræus var svärfar till prosten Olof Norberg.

## Källförteckning
- Muncktell, Johan Fredric (1843). Westerås stifts herdaminne, Första delen. Wahlström & Låstbom. Uppsala
- Ekström, Gunnar (1990). Västerås stifts herdaminne, III:I 1700-tal. Västerås. sid. 710-711. ISBN 91-7268-136-5